# Top Cat
Top Cat va ser una sèrie de televisió d'animació de tot just 30 episodis, produïda per Hanna-Barbera en 1961 i emesa en l'horari estel·lar en la cadena ABC dels Estats Units el 1961 i el 1962. La sèrie seria emesa pocs anys després a l'Amèrica Llatina i Espanya, així com al Regne Unit, on inicialment es va anomenar Boss Cat, ja que Top Cat era una coneguda marca de menjar per a gat.